# Da Piscinas a Riu Scivu
Da Piscinas a Riu Scivu este o arie protejată (arie specială de conservare — SAC, sit de importanță comunitară — SCI) din Italia întinsă pe o suprafață de 2.899 ha, din care 16 % marine.

## Localizare
Centrul sitului Da Piscinas a Riu Scivu este situat la coordonatele 39°31′05″N 8°27′00″E / 39.518056°N 8.45°E.

## Înființare
Situl Da Piscinas a Riu Scivu a fost declarat sit de importanță comunitară în iunie 1995 pentru a proteja 1 specie de plante și 12 specii de animale. Situl a fost protejat și ca arie specială de conservare în aprilie 2017.

## Biodiversitate
Situată în ecoregiunea mediteraneană, aria protejată conține 16 habitate naturale: Faleze cu vegetație de Limonium spp. endemic de pe coastele mediteraneene, Vegetație anuală la limita mareei, Dune mobile cu vegetație embrionară, Dune de coastă cu Juniperus spp., Dune mobile de-a lungul țărmului cu Ammophila arenaria („dune albe”), Matorral arborescenți cu Juniperus spp., Dune cu tufărișuri sclerofile Cisto-Lavenduletalia, Păduri aluvionare cu Alnus glutinosa și Fraxinus excelsior (Alno-Padion, Alnion incanae, Salicion albae), Recifuri, Dune de pe litoral fixate cu Crucianellion maritimae, Dune cu vegetație ierboasă Brachypodietalia cu specii anuale, Dune cu vegetație ierboasă Malcolmietalia, Tufărișuri termo-mediteraneene și de pre-deșert, Straturi cu Posidonia (Posidonion oceanicae), Păduri de Quercus ilex și Quercus rotundifolia, Phrygana endemică cu Euphorbio-Verbascion.
La baza desemnării sitului se află mai multe specii protejate:
- plante (1): Linaria flava
- păsări (9): Alectoris barbara, fâsă-de-câmp (Anthus campestris), Calonectris diomedea, caprimulg (Caprimulgus europaeus), șoim călător (Falco peregrinus), Larus audouinii, ciocârlie de pădure (Lullula arborea), Sylvia sarda, silvie de tufiș (Sylvia undata)
- amfibieni (1): Discoglossus sardus
- mamifere (1): Cervus elaphus corsicanus
- reptile (1): Caretta caretta

Pe lângă speciile protejate, pe teritoriul sitului au mai fost identificate 11 specii de plante, 5 specii de păsări, 2 specii de amfibieni, 5 specii de reptile.